# Saint-Martin-de-Ribérac
Saint-Martin-de-Ribérac là một xã, nằm ở tỉnh Dordogne vùng Aquitaine của Pháp. Xã này có diện tích 16,38 kilômét vuông, dân số năm 2007 là 678 người. Xã nằm ở khu vực có độ cao trung bình 125 m trên mực nước biển.

## Thông tin nhân khẩu
| Năm    | 1962 | 1968 | 1975 | 1982 | 1990 | 1999 | 2007 |
| ------ | ---- | ---- | ---- | ---- | ---- | ---- | ---- |
| Dân số | 658  | 647  | 611  | 594  | 607  | 654  | 678  |